# Feng Chun-kai
Pour les articles homonymes, voir Feng.
Dans ce nom chinois, le nom de famille, Feng, précède le nom personnel Chun-kai.
Feng Chun-kai (né le 2 novembre 1988 à Miaoli) est un coureur cycliste taïwanais.

## Biographie
Feng Chun-kai naît le 2 novembre 1988 à Taïwan.

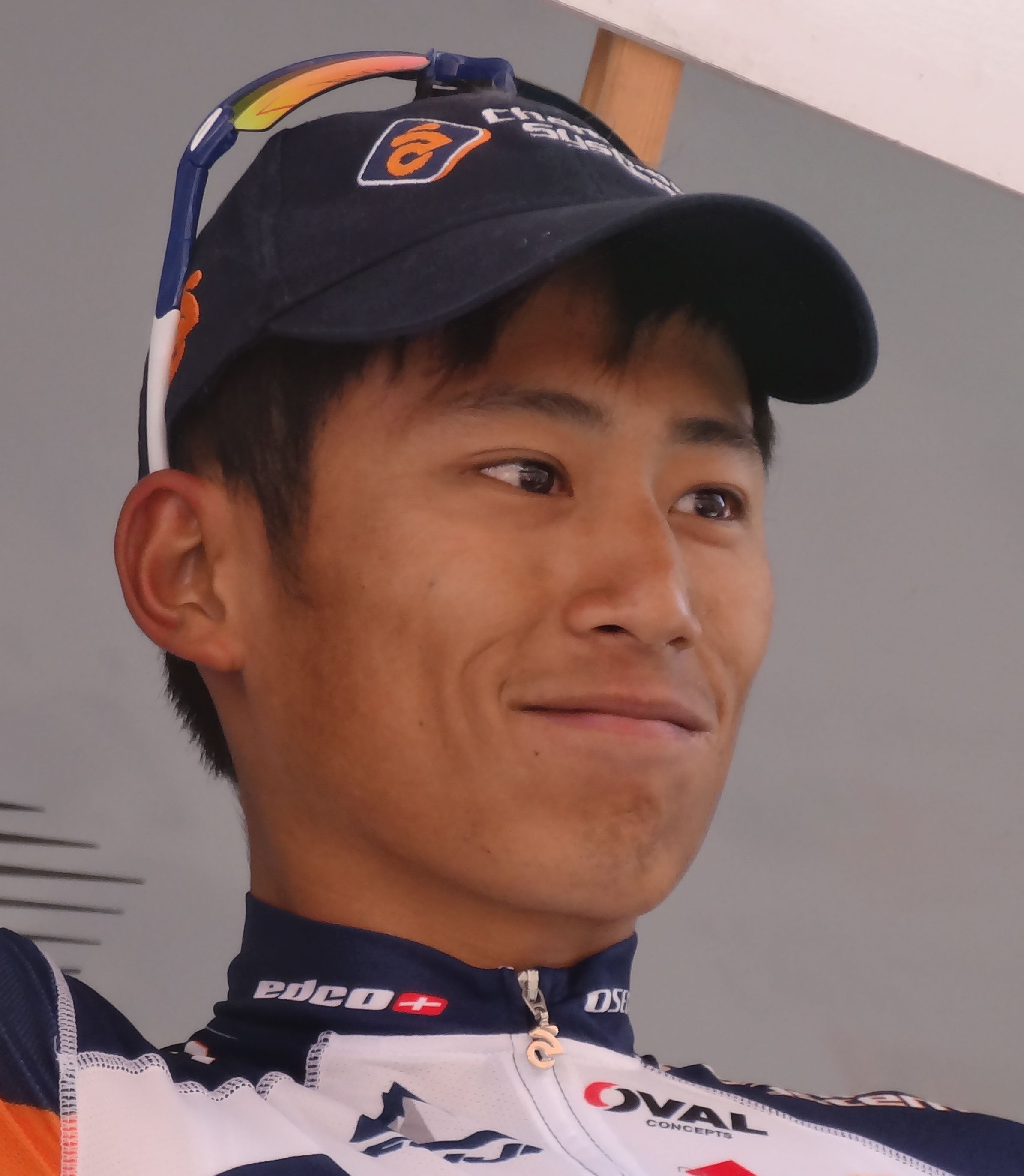
Feng Chun-kai à Dunkerque lors de la remise des prix à l'issue de la cinquième étape de l'édition 2013 des Quatre Jours de Dunkerque.

Membre d'Action de 2010 à 2012, il entre dans l'équipe Champion System en 2013. Cette équipe disparaissant, il entre l'année suivante dans l'équipe Gusto, et passe en 2015 dans l'équipe World Tour Lampre-Merida.

## Palmarès sur route

### Par années
- 2006
  - Tour d'Okinawa juniors
- 2009
  -  Champion de Taïwan sur route
  - 2e étape du Tour de l'Est de Taïwan
  - 2e étape de la Giant Cup
- 2010
  -  Champion de Taïwan sur route
  - Giant Cup
- 2011
  -  Champion de Taïwan sur route
  - International Cycling Classic :
    - Classement général
    - 1re, 5e et 13e étapes
- 2012
  - 3e étape de la Giant Cup
  - 3e du Tour de Singkarak
- 2013
  -  Champion de Taïwan sur route
  -  Champion de Taïwan du contre-la-montre
  - 1re étape du Tour de l'Est de Taïwan
  -  Médaillé d'or de la course en ligne aux Jeux de l'Asie de l'Est
- 2014
  -  Champion de Taïwan sur route
  - 3e, 5e et 14e étapes de la Ronda Pilipinas
  - 3e étape du Tour de Thaïlande
  - 2e étape du Tour de l'Est de Taïwan
- 2015
  -  Champion de Taïwan sur route
  -  Champion de Taïwan du contre-la-montre
- 2017
  -  Champion de Taïwan sur route
  -  Champion de Taïwan du contre-la-montre
- 2018
  - 3e du Tour d'Okinawa
- 2019
  -  Champion de Taïwan du contre-la-montre
  -  Médaillé d'argent du championnat d'Asie du contre-la-montre
  -  Médaillé de bronze du championnat d'Asie sur route
- 2021
  - Taiwan KOM Challenge
- 2024
  -  Champion de Taïwan sur route
  -  Champion de Taïwan du contre-la-montre
- 2025
  -  Médaillé de bronze du championnat d'Asie du contre-la-montre

### Classements mondiaux
| Année                                 | 2010 | 2011 | 2012 | 2013 | 2014 | 2015 | 2016 | 2017  | 2018 | 2019 | 2020 | 2021 | 2022  | 2023 | 2024 |
| ------------------------------------- | ---- | ---- | ---- | ---- | ---- | ---- | ---- | ----- | ---- | ---- | ---- | ---- | ----- | ---- | ---- |
| Classement mondial                    |      |      |      |      |      |      | 619e | 2568e | 602e | 291e | 535e | nc   | 1139e | nc   | 795e |
| UCI Asia Tour                         | 137e | nc   | 56e  | 288e | 160e |      | 71e  | 537e  | 48e  | 5e   | 15e  | nc   | 74e   | nc   | nc   |
|                                       |      |      |      |      |      |      |      |       |      |      |      |      |       |      |      |
| Légende : nc = non classéSource : UCI |      |      |      |      |      |      |      |       |      |      |      |      |       |      |      |

## Palmarès sur piste

### Jeux olympiques
- Pékin 2008
  - 23e de la course aux points

### Championnats d'Asie
- Bangkok 2007
  -  Champion d'Asie de course aux points
- Tenggarong 2009
  -  Médaillé de bronze de la poursuite
- Charjah 2010
  -  Médaillé d'argent de la poursuite
- Kuala Lumpur 2012
  -  Champion d'Asie du scratch
- Astana 2014
  -  Médaillé d'argent de la course aux points
  -  Médaillé de bronze du scratch

### Championnats nationaux
- 2023[2]
  -  Champion de Taïwan du scratch
  -  Champion de Taïwan de l'omnium